# Famille Csiky
La famille Csíky est une ancienne famille de la noblesse hongroise. Il existe deux branches principales, celle de Csiksomlyó et celle d'Erzsébetváros.

## Origines
À l'instar des Jakabffy, la famille Csíky, anciennement Somlyói, est d'origine arménienne et s'installe en Transylvanie sous Abaffi Ier, dans le comitat de Csík, à Gyergyó et Csiksomlyó. Cette famille remonte à István Somlyói cité en 1632. Tivadar (Tódor) Csíky reçoit de la reine Marie-Thérèse en 1760 un blason et le prédicat de Csíksomlyó. Ses deux autres frères, Manó (Emanuel)  (1728-1790) et Péter Csíky, reçoivent en 1780 un blason avec le prédicat d'Erzsébetváros (Liber Regius Transsylvaniae).

## Membres notables
- Ferenc Csíky (hu) (1819-1849), pharmacien à  Marosvásárhely. Diplômé de Pest.
- János Csíky (hu) (1816-1856), docteur en médecine, ophtalmologue, ancien assistant du professeur Fabini. Médecin en chef du comitat de Arad, il crée en 1852 une grande institution médicale.
- Gergely Csiky (1842-1891), dramaturge et écrivain, membre de l'Académie hongroise des sciences. Le Théâtre Gergely Csiky de Kaposvár est nommé en son honneur.
- Viktor Csíky (1839°), juriste, conseiller à la Cour, professeur d'université.
- János Csíky (hu) (1892–1979), docteur en médecine, médecin chef et directeur de l'hôpital de Gyergyószentmiklós. Il écrivit de nombreux articles et donna plus de 500 conférences dans le domaine de la santé publique.
- Emánuel (Manó) Csíky (1800-1852), avocat, juge (táblabíró), conseiller à la Cour général (főtörvényszék).
- Lajos Csíky (1873), vice-trésorier et juge des nobles en chef du comitat.
- Domokos Csíky, commandant (őrnagy) durant la révolution hongroise de 1848.
- József Csíky (1881-1929), docteur en médecine, professeur d'université, directeur du département de médecine interne de l’Université de Debrecen, président de l'association médicale de Debrecen, fondateur et directeur de l’Institut de formations de soins infirmiers de Debrecen. Fils de József Csíky (1843-1884), docteur en médecine.
- Lajos Csíky († 1906), ingénieur royal des mines.
- Tivadar Csíky (1879-1943), conseiller du gouvernement avec le titre de grand conseiller royal du gouvernement (kormányfőtanácsos), conseiller ministériel et chef de département au ministère hongrois de l'Intérieur.
- János Lukács Lajos Csíky (1867-1921), docteur en médecine, interniste, professeur adjoint de médecine mentale (1891-1892), médecin du district de Uzon en Pays sicule.
- Károly Csíky (1884°), président de la Table royale.
- Ödön  Csíky (1882-1962), docteur en droit, avocat, procureur général du comitat de Arad, notaire de Székesfehérvár.

## Armoiries

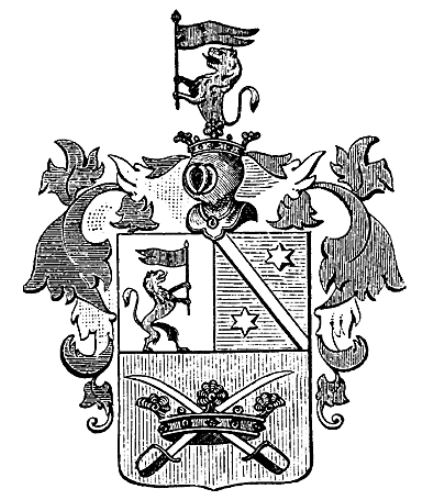
Blason de la branche de Csiksomlyó (1760)
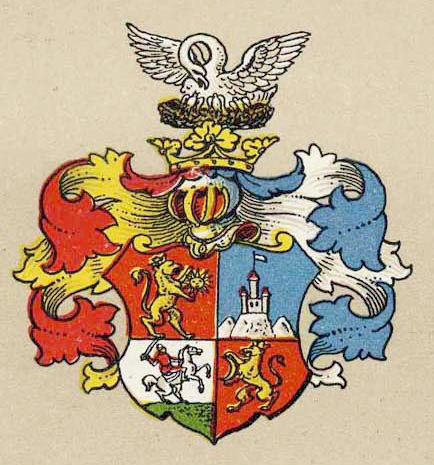
Blason de la branche d'Erzsébetváros (1780)

## Pour approfondir